# Święta (województwo zachodniopomorskie)
Święta (do 1945 niem. Langenberg) – wieś w północno-zachodniej Polsce, położona w województwie zachodniopomorskim, w powiecie goleniowskim, w gminie Goleniów.

## Położenie
Wieś, położona bezpośrednio na prawym brzegu Odry (Domiąży), naprzeciw Polic, w Dolinie Dolnej Odry, ok. 16 km na zachód od Goleniowa. Na zachód od wsi zlokalizowana jest wyspa Krampa. 
Okoliczne miejscowości: Inoujście, Bolesławice, Kamieniska, Police. 

## Zabudowa i forma

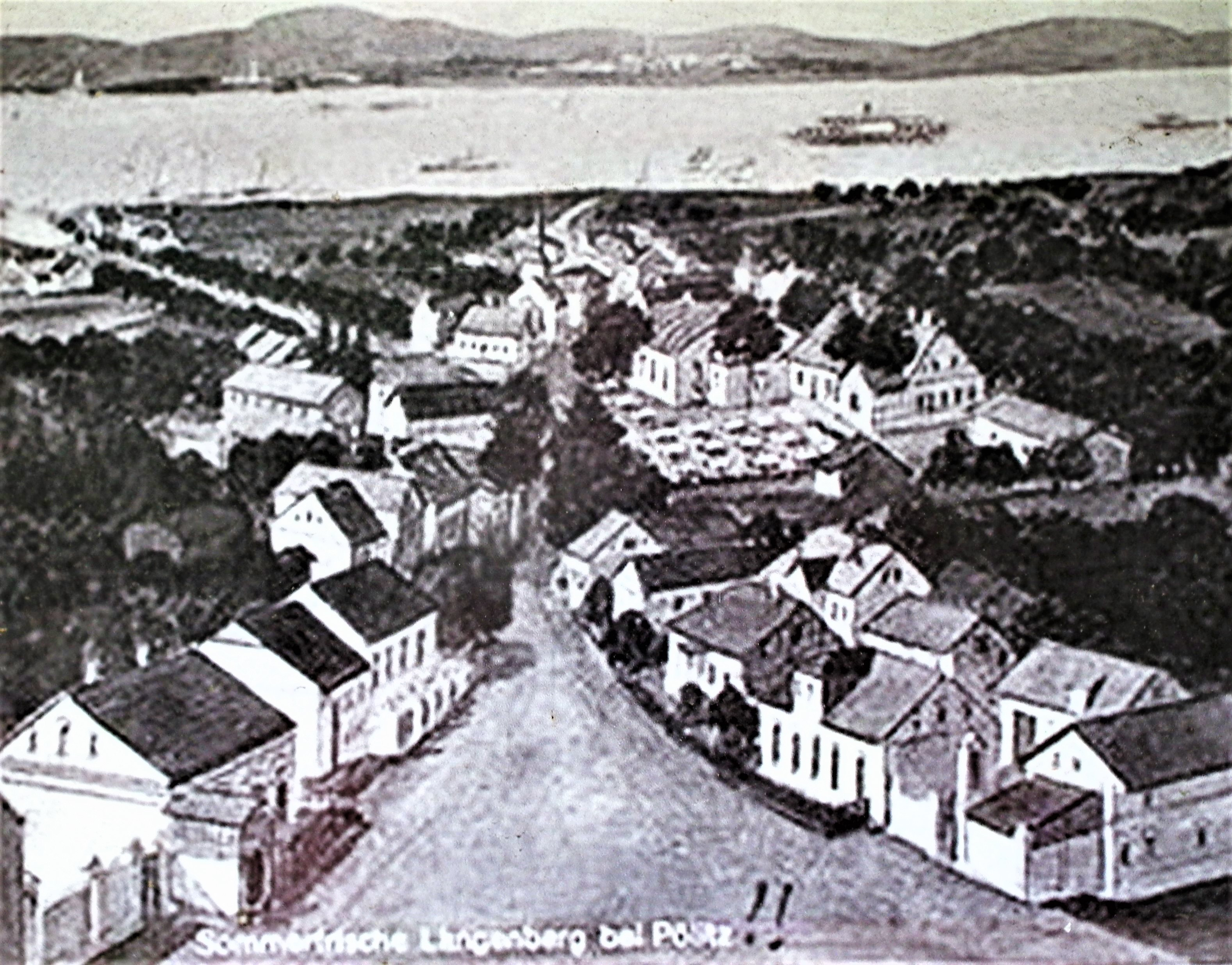
Wieś w początku XX wieku

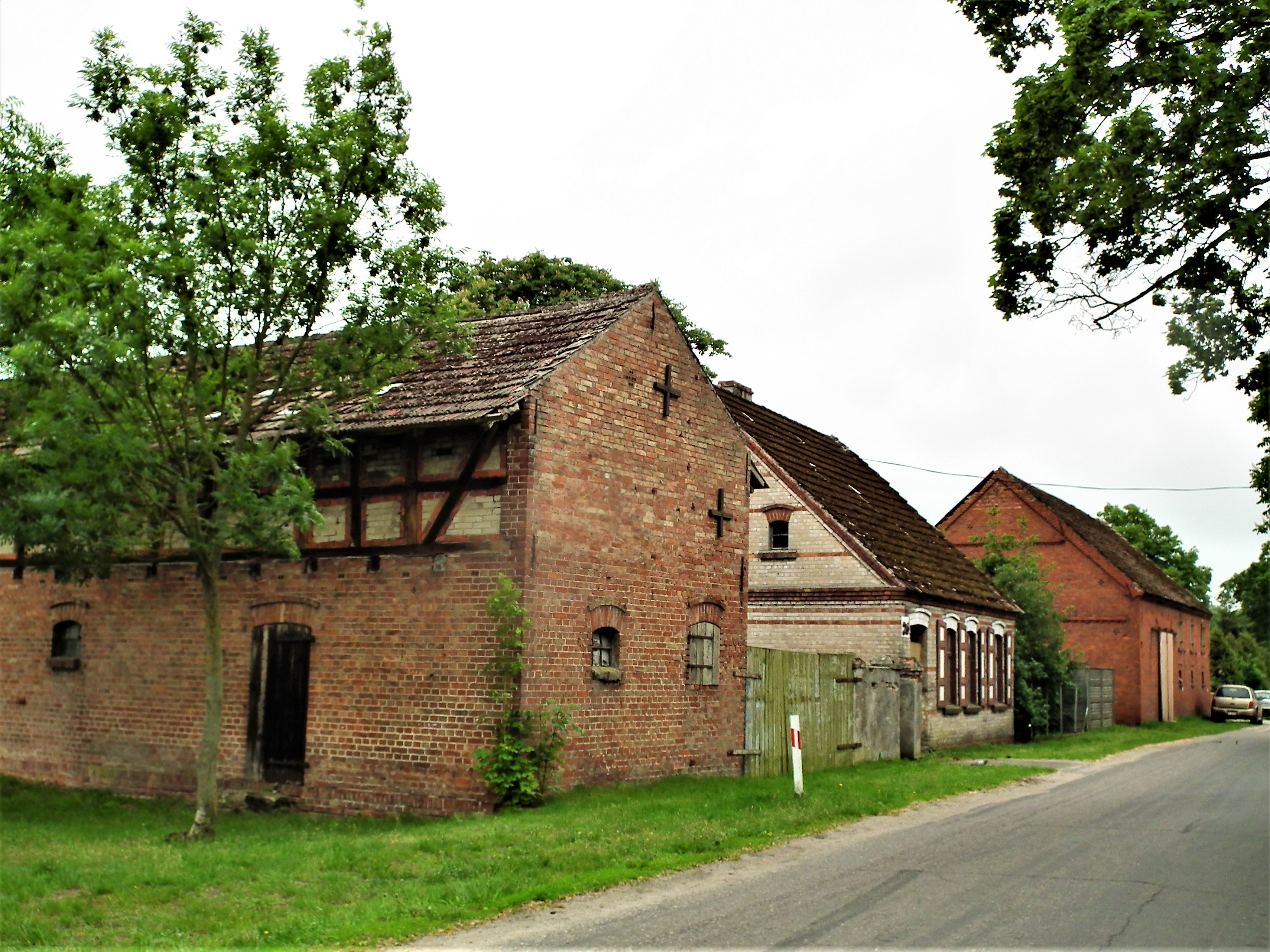
Fragment zabudowy wsi

Początkowo (do przełomu XIX i XX wieku) wieś miała formę niedługiej ulicówki leżącej na osi wschód-zachód. W początkach XX wieku układ ten uległ zaburzeniom. Dominującymi elementami zabudowy były gospodarstwa dwubudynkowe, ściśle do siebie przyległe. We wsi funkcjonował folwark, kopalnia torfu, przystań dla barek i kompleks magazynowy przy niej. Zabudowa blokowa pochodzi z okresu PRL, wieś popegeerowska. Nad Odrą zachowały się resztki przystani promowej (przeprawa do Barda) oraz dwór z początków XX wieku i resztki zabudowy folwarcznej.

## Przyroda
W pobliżu wsi, na terenach bagiennych i leśnych (na północ), w okolicach nieistniejącej wsi Raduń założono rezerwat "Uroczysko Święta", florystyczny, którego celem jest ochrona drzew liściastych, wiciokrzewu pomorskiego, długosza królewskiego i woskownicy europejskiej. Rezerwat położony jest na terenach depresyjnych, zalewowych. Nieopodal znajdują się również duże sztuczne zbiorniki wodne, wykorzystywane przez wędkarzy. We wsi znajduje się również leśniczówka Czarna Łąka.

## Historia
Pierwsza wzmianka pochodzi z 1754 roku, wtedy Święta była własnością Szczecina, a następnie prywatną własnością wielu posiadaczy ziemskich (Schwank, Marquardt, Camp, Kickebusch). Przed II wojną światową Święta należała do Dominium Langenberg G.m.b.H. Znajdowała się tutaj przystań dla barek, folwark i dwór z parkiem, fabryka torfu, cmentarz, a przy porcie zespół budynków magazynowych.
W latach 1946–1998 miejscowość położona była w województwie szczecińskim.
W 2013 roku w Świętej utworzone zostało lapidarium, w którym umieszczono niemieckie nagrobki pochodzące z cmentarzy nieistniejących już okolicznych miejscowości (Inoujście, Jedliny, Kiełpinica, Raduń).